# Carlo Giuseppe di Auersperg
Carlo Giuseppe di Auersperg, V principe di Auersperg (Vienna, 17 febbraio 1720 – Losenstein, 2 ottobre 1800), fu principe di Auersperg dal 1783 fino alla sua morte.

## Biografia
Carlo Giuseppe era figlio del principe Enrico Giuseppe di Auersperg e di sua moglie, la principessa Maria Domenica del Liechtenstein. Suo nonno materno era dunque il principe regnante Giovanni Adamo Andrea del Liechtenstein.
Il 22 maggio 1744 sposò Maria Josefa Antonina von Trautson (1724 - 1792), figlia del principe Guglielmo di Trautson. Sua moglie gli portò in dote il feudo di Vlašim (presso Benešov nell'attuale Repubblica Ceca). Carlo Giuseppe, come suo padre e la maggior parte dei suoi antenati prima di lui, intraprese la carriera presso la corte imperiale di Vienna dove l'imperatore lo nominò suo consigliere segreto.
Nel 1791 vendette il ducato di Ziębice insieme all'intero distretto ad esso pertinente in Boemia per la notevole somma di 450.000 fiorini viennesi (300.000 talleri), al re prussiano Federico Guglilmo II dopo la definitiva perdita dell'area della Slesia da parte dell'Impero. Gli interessi di Federico Guglielmo erano del resto quelli di collaborare con la nobiltà locale infeudata all'impero di modo da poter ottenere lentamente ma progressivamente il controllo certo dell'intera area. Il contratto di vendita venne firmato dapprima a Breslavia il 14 ottobre e poi a Vienna il 18 ottobre 1791. Il contratto venne stipulato ufficialmente il 21 ottobre 1791. Per ricompensarlo di questa perdita, comprendendo perfettamente le ragioni che l'avevano motivata, l'imperatore Leopoldo II creò Carlo Giuseppe duca di Gottschee (ora Kočevje in Slovenia), che già era possedimento della sua famiglia.
Morì a Losenstein nel 1800.

## Matrimonio e figli
Carlo Giuseppe sposò a Vienna il 31 maggio 1744 la contessa Maria Josepha Trautson von Falkenstein. La coppia ebbe i seguenti figli: 
- Maria Francesca (30 agosto 1745 - 2 ottobre 1818), sposò in prime nozze nel 1768 il conte Franz von Daun, principe di Thiano (m. 1771), e in seconde nozze nel 1789 il conte Georg von Sheltown
- Maria Giuseppina (17 dicembre 1746 - 13 novembre 1756)
- Enrico (6 febbraio 1748 - 17 agosto 1750)
- Guglielmo I (9 agosto 1749 - 16 marzo 1822), VI principe di Auersperg, duca di Gotschee, conte principesco di Tengen e Wels, sposò la contessa Leopoldina di Waldstein (1761 - 1846)
- Carlo (21 ottobre 1750 - 8 dicembre 1822), sposò nel 1776 la principessa Maria Josepha di Lobkowicz (1756 - 1823), creato principe di Auersperg-Schönfeldscher (sino al 1806)
- Maria Cristina (18 febbraio 1752 - 23 giugno 1791), sposò nel 1776 il conte Joseph Johann von Seilern und Aspang (1752 - )
- Maria Francesca di Paola (11 dicembre 1752 - 13 settembre 1791), sposò l'8 giugno 1775 il principe Carlo di Salm-Reifferscheidt-Raitz (1750 - 1838)
- Giuseppe (18 novembre 1756 - 1758)
- Giovanni (29 giugno 1758 - 11 maggio 1759)
- Antonio (28 dicembre 1759 - 7 febbraio 1767)
- Maria Luisa (21 novembre 1762 - 19 maggio 1825), sposò il 7 maggio 1787 il principe Giovanni Luigi II di Oettingen-Oettingen e Oettingen-Spielberg (1758 - 1797)
- Vincenzo (31 agosto 1763 - 4 giugno 1833), sposò il 22 maggio 1805 la contessa Maria Aloisia von Clam und Gallas (1774 - 1831), creato principe di Auersperg-Zweig (sino al 1806)
- Maria Elisabetta (6 febbraio 1768 - 21 marzo 1768)

## Albero genealogico
|                                                         |                                 |                                               | Genitori                                      |  |  | Nonni |  |  | Bisnonni                                                |  |  | Trisnonni                                     |  |
|                                                         |                                 |                                               |                                               |  |  |       |  |  | Giovanni Weikhard di Auersperg, I principe di Auersperg |  |  | Dietrich II von Auersperg, conte di Auersperg |  |
|                                                         |                                 |                                               |                                               |  |  |       |  |  | Giovanni Weikhard di Auersperg, I principe di Auersperg |  |  | Dietrich II von Auersperg, conte di Auersperg |  |
|                                                         |                                 | Sidonie Gall von Gallenstein                  |                                               |  |  |       |  |  | Giovanni Weikhard di Auersperg, I principe di Auersperg |  |  |                                               |  |
| Francesco Carlo di Auersperg, III principe di Auersperg |                                 |                                               |                                               |  |  |       |  |  | Giovanni Weikhard di Auersperg, I principe di Auersperg |  |  |                                               |  |
|                                                         |                                 | Anna Maria von Herberstein                    | Johann Maximilian von Herberstein             |  |  |       |  |  |                                                         |  |  |                                               |  |
|                                                         |                                 | Anna Maria von Herberstein                    | Johann Maximilian von Herberstein             |  |  |       |  |  |                                                         |  |  |                                               |  |
|                                                         |                                 | Anna Maria von Herberstein                    | Anna Magdalena von Thun und Hohenstein        |  |  |       |  |  |                                                         |  |  |                                               |  |
| Enrico Giuseppe di Auersperg, IV principe di Auersperg  |                                 | Anna Maria von Herberstein                    |                                               |  |  |       |  |  |                                                         |  |  |                                               |  |
|                                                         |                                 | Karl Ferdinand von Rappach, barone di Rappach | Christoph von Rappach, signore di Rappach     |  |  |       |  |  |                                                         |  |  |                                               |  |
|                                                         |                                 | Karl Ferdinand von Rappach, barone di Rappach | Christoph von Rappach, signore di Rappach     |  |  |       |  |  |                                                         |  |  |                                               |  |
|                                                         |                                 | Karl Ferdinand von Rappach, barone di Rappach | Sophie von Sonderndorf                        |  |  |       |  |  |                                                         |  |  |                                               |  |
| Maria Theresia von Rappach                              |                                 | Karl Ferdinand von Rappach, barone di Rappach |                                               |  |  |       |  |  |                                                         |  |  |                                               |  |
|                                                         |                                 | Maria Theresia von Brandis                    | Andreas Wilhelm von Brandis, conte di Brandis |  |  |       |  |  |                                                         |  |  |                                               |  |
|                                                         |                                 | Maria Theresia von Brandis                    | Andreas Wilhelm von Brandis, conte di Brandis |  |  |       |  |  |                                                         |  |  |                                               |  |
|                                                         |                                 | Maria Theresia von Brandis                    | Eva Maria von Ursenbeck                       |  |  |       |  |  |                                                         |  |  |                                               |  |
| Carlo Giuseppe di Auersperg, V principe di Auersperg    |                                 | Maria Theresia von Brandis                    |                                               |  |  |       |  |  |                                                         |  |  |                                               |  |
|                                                         | Carlo Eusebio del Liechtenstein | Carlo I del Liechtenstein                     |                                               |  |  |       |  |  |                                                         |  |  |                                               |  |
|                                                         | Carlo Eusebio del Liechtenstein | Carlo I del Liechtenstein                     |                                               |  |  |       |  |  |                                                         |  |  |                                               |  |
|                                                         | Carlo Eusebio del Liechtenstein | Anna Maria Šemberová di Boskovic e Černá Hora |                                               |  |  |       |  |  |                                                         |  |  |                                               |  |
| Giovanni Adamo Andrea del Liechtenstein                 | Carlo Eusebio del Liechtenstein |                                               |                                               |  |  |       |  |  |                                                         |  |  |                                               |  |
|                                                         |                                 | Giovanna Beatrice di Dietrichstein-Nikolsburg | Massimiliano di Dietrichstein                 |  |  |       |  |  |                                                         |  |  |                                               |  |
|                                                         |                                 | Giovanna Beatrice di Dietrichstein-Nikolsburg | Massimiliano di Dietrichstein                 |  |  |       |  |  |                                                         |  |  |                                               |  |
|                                                         |                                 | Giovanna Beatrice di Dietrichstein-Nikolsburg | Anna Maria del Liechtenstein                  |  |  |       |  |  |                                                         |  |  |                                               |  |
| Maria Domenica del Liechtenstein                        |                                 | Giovanna Beatrice di Dietrichstein-Nikolsburg |                                               |  |  |       |  |  |                                                         |  |  |                                               |  |
|                                                         |                                 | Ferdinand Josef von Dietrichstein-Nikolsburg  | Massimiliano di Dietrichstein                 |  |  |       |  |  |                                                         |  |  |                                               |  |
|                                                         |                                 | Ferdinand Josef von Dietrichstein-Nikolsburg  | Massimiliano di Dietrichstein                 |  |  |       |  |  |                                                         |  |  |                                               |  |
|                                                         |                                 | Ferdinand Josef von Dietrichstein-Nikolsburg  | Anna Maria del Liechtenstein                  |  |  |       |  |  |                                                         |  |  |                                               |  |
| Edmunda Maria Teresa di Dietrichstein-Nikolsburg        |                                 | Ferdinand Josef von Dietrichstein-Nikolsburg  |                                               |  |  |       |  |  |                                                         |  |  |                                               |  |
|                                                         |                                 | Maria Elisabetta di Eggenberg                 | Giovanni Antonio I di Eggenberg               |  |  |       |  |  |                                                         |  |  |                                               |  |
|                                                         |                                 | Maria Elisabetta di Eggenberg                 | Giovanni Antonio I di Eggenberg               |  |  |       |  |  |                                                         |  |  |                                               |  |
|                                                         |                                 | Maria Elisabetta di Eggenberg                 | Anna Maria di Brandeburgo-Bayreuth            |  |  |       |  |  |                                                         |  |  |                                               |  |
|                                                         |                                 | Maria Elisabetta di Eggenberg                 |                                               |  |  |       |  |  |                                                         |  |  |                                               |  |